# 德米特里·格里戈连科
德米特里·尤里耶维奇·格里戈连科（俄語：Дмитрий Юрьевич Григоренко，1978年7月14日—），俄罗斯政治人物，曾任联邦税务局副局长，2020年1月出任俄罗斯联邦副总理兼政府办公厅主任。

## 经历
1978年生于秋明州下瓦爾托夫斯克。2000年毕业于库班国立大学，获得法学学士学位。长期在税务系统工作。2012年任税务司司长。2013年升任联邦税务局副局长。2020年1月21日，任俄罗斯联邦副总理兼政府办公厅主任。
2022年4月7日，澳洲宣佈因其支持非法侵略烏克蘭而制裁格里戈連科。